# Gilera 124 5V Regolarità Casa
La Gilera 124 5V Regolarità Casa è una motocicletta costruita dal 1966 al 1975 nello storico stabilimento Gilera di Arcore.
A partire dal 1968 fu affiancata dalla Gilera 124 5V RC e dalla Gilera 175 5V RC

## Il contesto
Sull'onda del successo ottenuto con il modello "Giubileo Regolarità", nel 1965 la Gilera decise di proporre una moto pensata per i molti piloti privati che si avvicinavano alle specialità del fuoristrada, particolarmente alla "Regolarità", oggi denominata "Enduro".

## La moto
Contrariamente ai coevi modelli da regolarità-turismo della Gilera, la "124 5V Regolarità Casa" ebbe una dotazione tecnica di tutto rispetto, a cominciare dal nuovo motore con cambio a 5 marce, alle specialistiche sospensioni anteriori e posteriori prodotte dalla Ceriani, oltre a particolari innovativi come il filtro dell'aria posizionato sotto la sella e il serbatoio con inserito il vano per gli attrezzi.
La non esasperata potenza del propulsore veniva compensata dai buoni valori di coppia e dal ridotto peso complessivo che consentivano al veicolo di superare pendenze del 45%, e restituivano una grande maneggevolezza di guida.
I contenuti costi di acquisto e manutenzione, la robustezza del motore e il suo risibile consumo di carburante, ne facevano un veicolo utilizzabile quotidianamente anche su strada, per poi essere impiegato nelle competizioni senza alcuna modifica.
Tali caratteristiche ne fecero subito un successo commerciale, anche dovuto al rapido espandersi delle discipline fuoristradistiche, partecipate da molti giovani principianti. Molti futuri campioni del Cross e dell'Enduro iniziarono la loro carriera sportiva e si misero in luce in sella a questa moto.
Nel 1968, più per diversificare l'offerta che per reale sviluppo sportivo, venne posta in vendita la versione "124 5V RC" (acronimo di Regolarità Competizione) che vantava l'aumento di potenza di 1 CV e la possibilità di essere ordinata di colore rosso, oltre all'unico colore grigio della "Regolarità Casa", anche ottenibile con motorizzazione da 175 cm³ che consentiva la partecipazione nella corrispondente classe di cilindrata.
All'inizio degli anni settanta, il massiccio avvento dei motori a due tempi che esprimevano potenze molto superiori, a parità di cilindrata, segnò il rapido declino del modello. Le versioni "RC" uscirono di produzione nel 1973 e la "regolarità Casa" fu tolta dal listino nel 1975.

## Collezionismo
Ultima delle 4 tempi da competizione realizzate dal marchio Gilera, prima della cessione alla Piaggio, la "124 5V Regolarità Casa" è particolarmente ambita dai collezionisti di moto d'epoca. Tuttavia la larga diffusione del modello  e la sua robustezza, hanno fatto sì che molti esemplari scampassero alla rottamazione, scongiurando quotazioni iperboliche e, di conseguenza, l'interesse dei falsari.
In ogni caso, al fine di controllare l'originalità di un esemplare, occorre verificare che il numero di serie del telaio, punzonato sulla trave superiore sotto la sella, sia composto dal prefisso *108*, seguito dal numero progressivo. Sugli esemplari di pre-serie il prefisso è *101*, identico a quello del "Giubileo Regolarità" ed esistono anche rarissimi esemplari con prefisso *104*, senza che questo ne aumenti il valore economico.
Il numero di serie del motore, punzonato sul monoblocco, deve corrispondere a quello del telaio.

## Curiosità
Steve McQueen considerava questa moto una delle più belle della sua vasta collezione.